# Paul Malignaggi
Paul "Paulie" Malignaggi est un boxeur américain né le 23 novembre 1980 à Brooklyn, New York.

## Carrière
Passé professionnel en 2001, il devient champion du monde des poids super-légers IBF entre 2007 et 2008 puis champion du monde des poids welters WBA le 29 avril 2012 après sa victoire au 9e round contre Viacheslav Senchenko. Malignaggi conserve ce titre aux points le 20 octobre 2012 face à Pablo Cesar Cano puis perd aux points contre Adrien Broner le 22 juin 2013.

## Après sa carrière de boxeur
À la suite de l'annonce du combat entre Conor McGregor et Floyd Mayweather prévu le 26 août 2017, Paul Malignaggi rejoint l'équipe de l'irlandais en tant que "sparring partner". Après que des photos le montrant en grosse difficulté sur le ring ont été diffusées, il décide de quitter le "training camp" de McGregor le 3 août 2017. Il accuse ce dernier d'avoir diffusé des photos ne reflétant pas la réalité du sparring et a invité McGregor à diffuser la totalité de la séance d'entrainement. 